# Nicolae Grigorescu
Nicolae Ion Grigorescu (ur. 15 maja 1838 w Pitaru, zm. 21 lipca 1907 w Câmpina) – malarz, jeden z czołowych twórców współczesnego malarstwa rumuńskiego.

## Życiorys
Urodził się w Pitaru w okręgu Dâmbovița na Wołoszczyźnie, obecnie Rumunii. W 1843 jego rodzina przeniosła się do Bukaresztu. W młodym wieku (1846–1850) terminował w warsztacie czeskiego malarza Antona Chladka i tworzył ikony dla kościoła Băicoi i Monasteru Căldărușani. W 1856 stworzył kompozycję historyczną Mihai scăpând stindardul (Michał Waleczny ratujący sztandar), którą podarował księciu wołoskiemu Barbu Știrbei wraz z prośbą o pomoc finansową na studia.
W latach 1856–1857 tworzył malowidła dla kościoła klasztoru Zamfira w powiecie Prahova, a w 1861 dla kościoła klasztoru Agapia. Dzięki pomocy Mihaila Kogălniceanu otrzymał stypendium na studia we Francji.
Jesienią 1861 Grigorescu wyjechał do Paryża, gdzie studiował w École des Beaux-Arts. Uczęszczał także do warsztatu Sébastiena Cornu, gdzie jego kolegą był Pierre-Auguste Renoir. Wkrótce jednak opuścił pracownię i zafascynowany koncepcjami szkoły Barbizon wyjechał z Paryża udając się do Barbizon, gdzie został współpracownikiem takich artystów, jak Jean-François Millet, Jean-Baptiste-Camille Corot, Gustave Courbet i Teodor Rousseau. Pod wpływem tego ruchu Grigorescu, w poszukiwaniu nowych środków wyrazu, podążył za nurtem malarstwa plenerowego. 
W ramach Wystawy Światowej w Paryżu w 1867 wystawiał siedem prac. Na Salonie Paryskim 1868 roku prezentował obraz Tânără țigancă (Młoda Cyganka). Ponownie jego prace prezentowane były na Wystawie Światowej w Paryżu w 1889. Ważne wystawy miały miejsce również w Ateneum Rumuńskim w latach 1891, 1895, 1897, 1902 i 1905.
Od 1879 do 1890 pracował we Francji, zwłaszcza w Vitré w Bretanii oraz w swoim atelier w Paryżu. W 1890 osiadł w Câmpina w Rumunii i zajął się tematyką sielską (krajobrazy, portrety wiejskich dziewcząt, wozy z wołami). W chwili śmierci pracował nad obrazem Întoarcerea de la bâlci (Powrót z jarmarku).

## Upamiętnienie
W 1899 roku został mianowany członkiem honorowym Akademii Rumuńskiej. W 1957 jego dom w Câmpina przekształcono w Muzeum Pamięci Nicolae Grigorescu. W Bukareszcie na jego cześć nazwano stację metra Grigorescu (przemianowana w 1990 z wcześniejszej upamiętniającej generała armii komunistycznej Leontina Sălăjana). W rumuńskiej walucie Grigorescu przedstawiony jest na banknocie wartości 10 lei. 

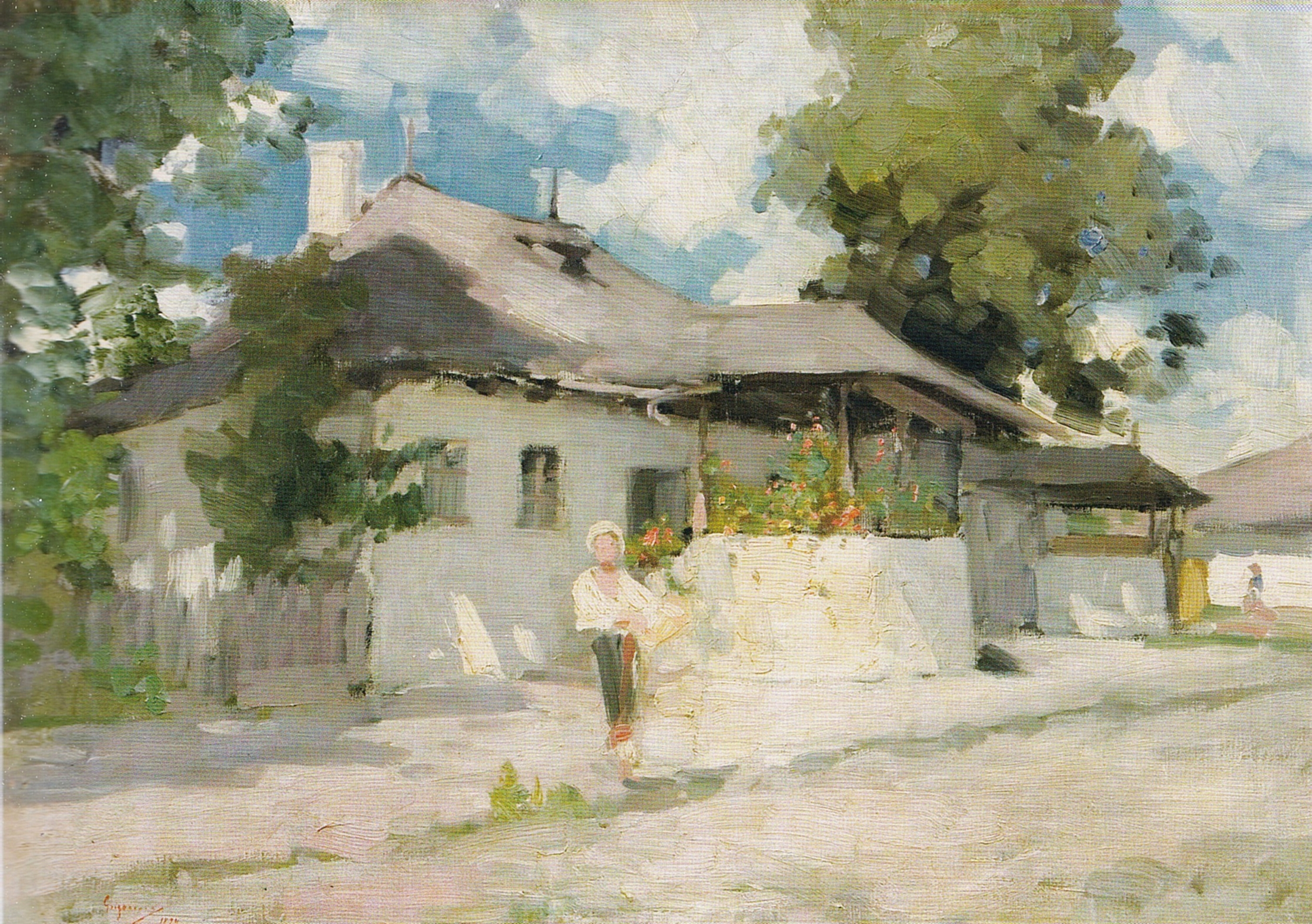
Dom malarza w Câmpina
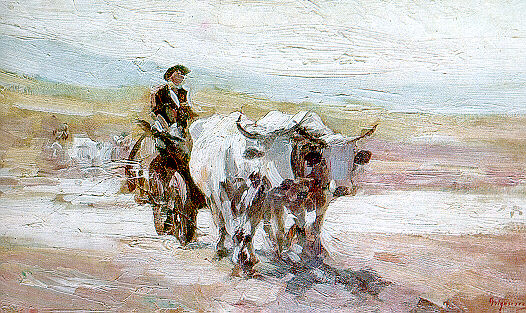
Wóz z wołami
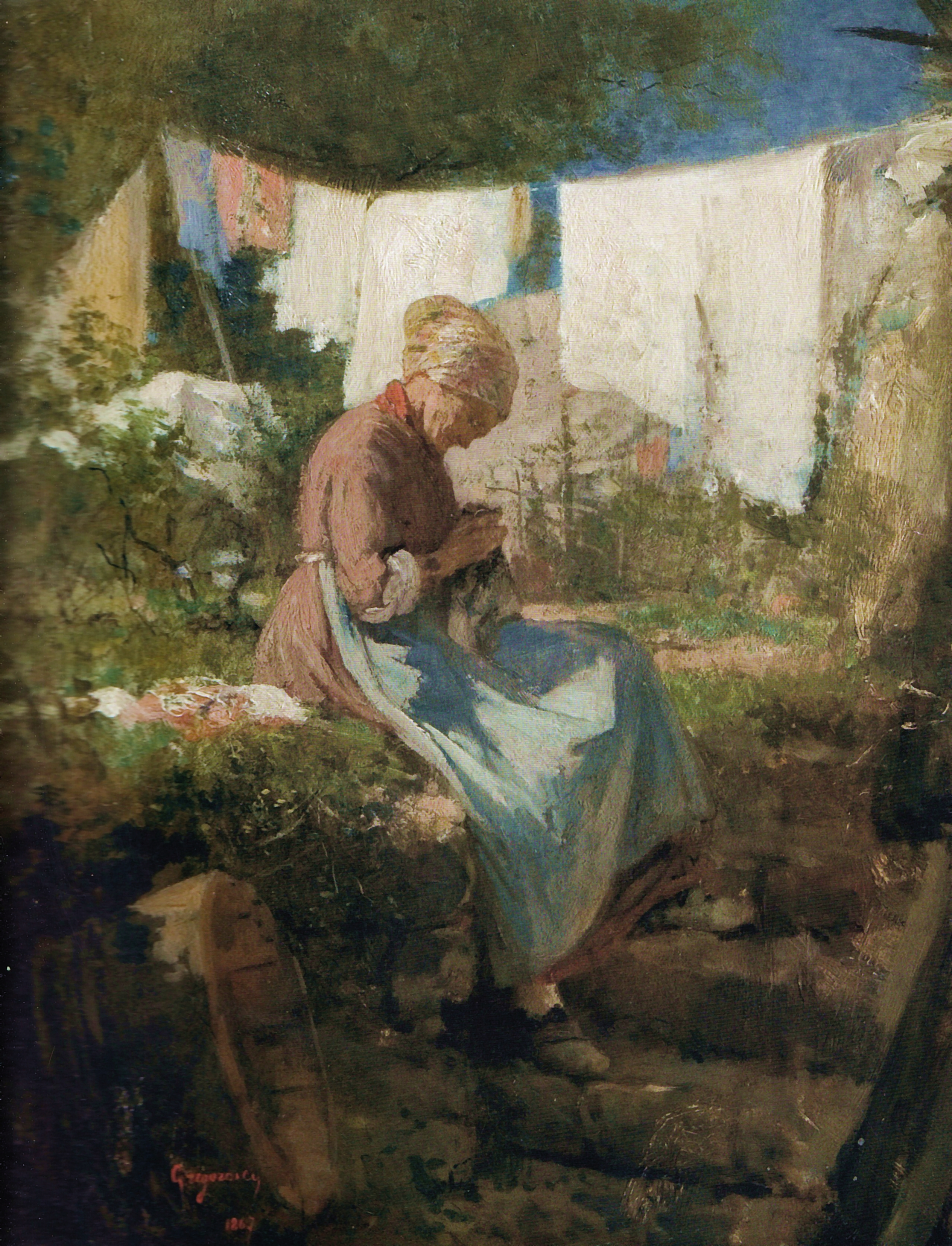
Cerująca stara kobieta
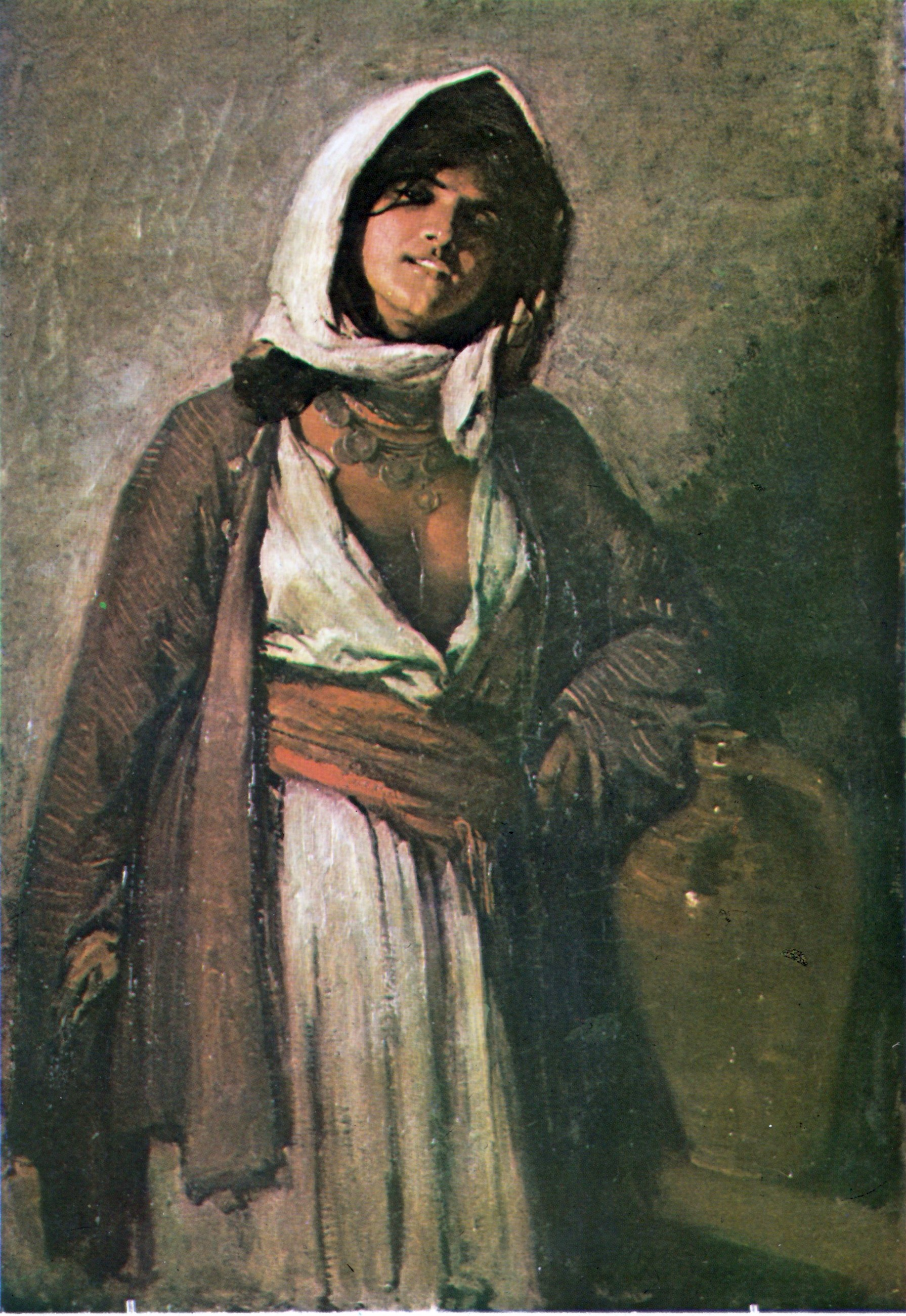
Cyganka z Ghergani
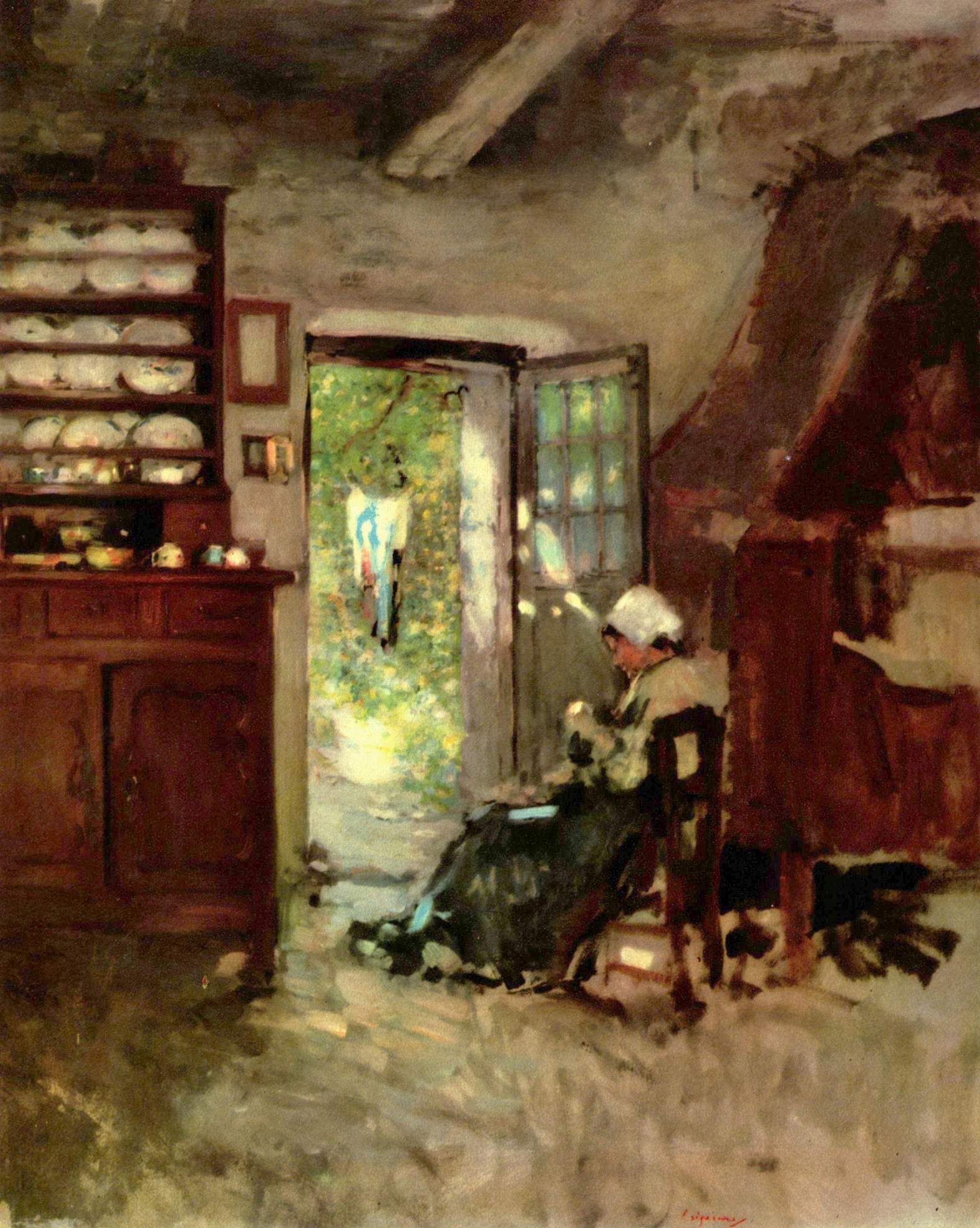
Wnętrze w Vitré